# 엘사게이트
엘사게이트(Elsagate)란 미성년자에게 부적절한 주제를 담은 영상이 어린이들을 대상으로 다수의 유튜브 채널을 통해 유포되고 있는 현상과 이를 둘러싼 논란을 일컫는 말이다. 엘사게이트로 분류되는 영상들은 폭력적인 소재, 성적인 소재, 이상한 성적 페티시즘, 불륜 등이 담겨 있으며 아이들이 보기에는 위험하거나 걱정될 만한 상황과 행동들도 보여준다.
이들 영상은 아이들에게 인기있는 캐릭터를 아무런 법적 허가 없이 주인공으로 등장시키며, 여러 캐릭터를 동시에 등장시키기도 한다. 엘사게이트라는 용어 역시 '엘사' (애니메이션 《겨울왕국》의 주인공으로 이들 영상에 자주 등장하는 대상)와 '게이트' (-gate, 스캔들을 일컬을 때 주로 뒤에 붙이는 말)를 합친 파생어이다. 다만 엘사게이트의 범주에는 어린이 캐릭터가 아닌 실제 아이들을 등장시키면서 아동 학대의 우려가 커지고 있는 유튜브 채널, 이른바 '토이 프릭스' (Toy Freaks) 같은 것들도 포함된다.
엘사게이트의 영상들은 실사 영상이거나 잔인한 애니메이션인 경우가 대부분이지만 일부 채널의 경우 클레이 애니메이션 같은 보다 정교한 기법으로 만들어진 것도 있다. 이들 영상은 유튜브의 연령 제한 정책에도 불구하고 자체 어린이 보호 알고리즘을 통한 자동차단을 피해 게시되는 경우가 있으며, 심지어는 어린이 전용 채널인 유튜브 키즈로 흘러들어가기도 한다. 그러면서 유튜브 플랫폼의 규모가 방대하다는 점 때문에 이들을 모두 저지하기도 쉽지 않은 상황이다. 영상의 제목과 설명란에는 검색 결과에 자주 노출되고 이용자의 관심을 많이 끌도록 유명 캐릭터의 이름 뿐만 아니라 '교육' (education), '색깔 알아보기' (learn colors), '어린이 동요' (nursery rhymes) 따위의 키워드를 넣는다. 또 자동광고를 넣어 게시자와 유튜브 사의 수익을 올린다. 이들 영상은 불쾌하고 괴상한 내용이 대부분이지만 조회수는 수백만 뷰를 상회한다.
이러한 유튜브 채널들을 향한 비판의 목소리는 적어도 2016년부터 있어왔다. 본격적으로 대중의 인식도가 증가하게 된 것은 2017년부터로, 유튜브가 어린이 보호에 소홀하다는 논란을 확대시키는 계기가 되었다. 언론 보도가 여러 번 이뤄진 뒤 유튜브는 어린이 콘텐츠에 관한 가이드라인을 보다 강화시키게 되었으며, 2017년 11월 말부터는 아동 학대의 여지가 있는 다량의 영상들을 비롯해 '엘사게이트'에 해당되는 채널과 영상들을 대거 삭제하는 조치에 착수하기에 이르렀다.

## 같이 보기
- 유튜브
- 쇼크 사이트 - 혐오스러운 내용을 담고 있는 웹사이트.
- 디지털 서커스 - 이 에니메이션의 주인공 폼니 또한 위의 엘사와 같은 처지로 성적인 소재를 담는 유튜브 등의 영상들에 아무런 허가없이 쓰였다.